# 内村宜之
内村 宜之（うちむら よしゆき、天保3年12月18日（1833年2月7日） - 明治40年（1907年）4月13日）は、日本の武士（高崎藩士）、儒学者。内村鑑三の父で、幼名は金之丞。内村金之丞宜之と表記することもある。

## 経歴
天保3年（1832年）12月18日、宜之は内村家6代・長成の子として高崎城内に生まれ、後に家督を継ぐ。御側頭取を勤めていたとき、藩主松平輝声は「強心隊」を編成して、藩の軍制を洋式に改革していた。宜之も藩主に従っていたが、藩論が一致せず、藩主と共に江戸に移る。
1861年3月22日、江戸小石川鳶坂上の武士屋敷で、妻ヤソとの間に、長男鑑三が生まれる。その後、達三郎(英文学者)、道治、ヨシ、順也が生まれた。明治維新後は、高崎藩所轄の陸前牡鹿、桃生、本吉の権判事と、石巻県少参事、登米県少参事、高崎県少参事を歴任する。明治4年（1871年）、廃藩置県により、高崎県は他の9県と共に群馬県になる。これ以降は公職に着くことはなく、元藩主大河内輝声（松平から改姓）の相手役を行った。
晩年には、キリスト教の指導者になった息子鑑三の感化を受けて、クリスチャンになり、カナダ・メソジスト派の日本メソジスト教会下谷教会の会員になる。
明治37年（1904年）11月11日の妻ヤソの死後は、長男鑑三が世話をする。明治40年（1907年）東京府で死去する。

## 家族

### 内村家
江戸時代初期農夫であった内村杢兵衛至之は島原の乱で勲功を立てて、高崎藩の士分に取り立てられる。